# 23306 Adamfields
23306 Adamfields este un asteroid din centura principală de asteroizi.

## Descriere
23306 Adamfields este un asteroid din centura principală de asteroizi. A fost descoperit pe 2 ianuarie 2001 la Socorro, New Mexico, în cadrul proiectului LINEAR. Asteroidul prezintă o orbită caracterizată de o semiaxă mare de 2,34 ua, o excentricitate de 0,12 și o înclinație de 6,8° în raport cu ecliptica.